# Балдінська колекція

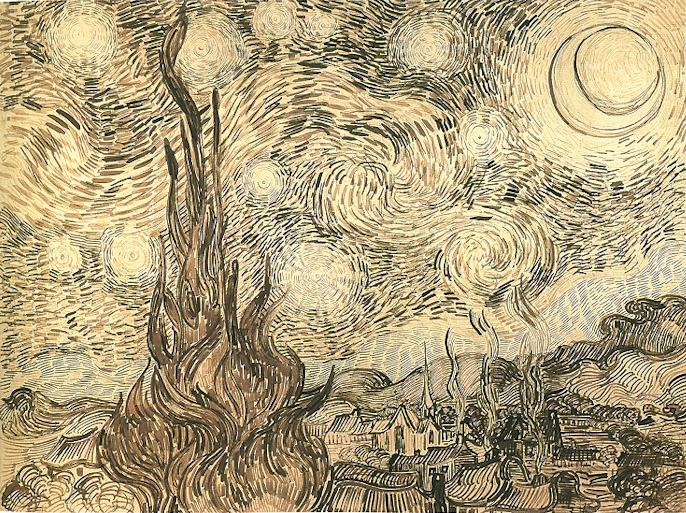
Вінсент Ван Гог. Зоряна ніч. 1889. Малюнок пером

Балдінська колекція (рос. Балдинская коллекция) — збірка з 364 творів західноєвропейського мистецтва (два мальовничих і 362 графічних, серед яких — малюнки Рембрандта, Рубенса, Коро, Мане, Дега, Ван Дейка, Ван Гога, Тіціана та Дюрера), вивезена в кінці Другої світової війни з Німеччини в СРСР радянським офіцером Віктором Балдіним. Знаходиться в РФ.

## Історія
Збори з  Бременського Кунстхалле  було заховано німцями від  повітряних нальотів   союзників в 1945 в підвалі замку Карнцов (нім. Karnzow, Бранденбург) і виявлено радянськими солдатами. Капітану Балдіну вдалося вивезти шедеври, які потім були передані як трофейні художні цінності московському Музею архітектури імені Щусєва, де вони зберігалися довгий час.
З 1991 перебувають на зберіганні в Ермітажі.
Міністерство культури Російської Федерації в лютому 2003 запропонувало передати колекцію в Кунстхалле в Бремені, якому вона належала до кінця  Другої світової війни.